# Talina Gantenbein
Talina Gantenbein, née le 18 août 1998 à Scuol, est une skieuse acrobatique suisse.

## Biographie
Le 21 novembre 2015, Talina dispute sa première course officielle, à Pitztal en Autriche, terminant 8e. Le 17 décembre 2015, elle obtient son premier podium en Coupe d’Europe, terminant à la 3e place lors de l’épreuve à Val Thorens . Le 16 janvier 2016, elle dispute sa première épreuve de Coupe du monde à Watles, elle se classe à la 23e place.
Lors des Jeux olympiques de la jeunesse d'hiver de 2016 à Lillehammer, elle remporte l’épreuve de Skicross et est sacrée championne olympique junior, le 15 février 2016. Ces succès lors de sa première saison lui ouvre les portes des Cadres A de l’équipe suisse de ski pour la saison 2016-2017.
Elle dispute ses premiers Jeux Olympiques en 2018 à Pyeongchang où elle termine 12e.
Le 28 mars 2019, elle participe aux Championnats du monde junior. Elle termine vice-championne, battue par Zoe Chore.
Elle doit attendre le 17 décembre 2020 pour enfin célébrer un podium en coupe du monde, terminant à la 3e place de l’épreuve d’Arosa. Le 20 janvier 2021, elle remonte à nouveau sur le podium, à la 3e place de la première épreuve d’Idre. Un mois plus tard, les Championnats du monde ont lieu sur cette même piste et Talina termine au pied du podium.
Le 14 janvier 2022, lors de l’épreuve de coupe du monde à Nakiska, Talina entre en collision avec India Sherret et toutes deux se retrouvent projetées dans les filets. Elle est plus chanceuse que son adversaire et s’en tire avec seulement quelques contusions, ne remettant pas en cause sa participation aux Jeux olympiques un mois plus tard à Pékin où elle se classe à la 9e place, étant éliminée aux portes des demi-finales.
Le championnat national suisse 2022 a lieu le 5 mars 2022 à Hoch-Ybrig. Avec l’absence de Fanny Smith, Talina fait figure de grande favorite et elle confirme son statut, devenant la nouvelle championne nationale de skicross.

## Palmarès

### Jeux olympiques
| Édition | Lieu        | Classement |
| ------- | ----------- | ---------- |
| JO 2018 | Pyeongchang | 12e        |
| JO 2022 | Pékin       | 9e         |

### Jeux olympiques de la jeunesse
| Édition  | Lieu        | Classement |
| -------- | ----------- | ---------- |
| JOJ 2016 | Lillehammer | 1re        |

### Championnats du monde
| Épreuve / Édition  | Classement |
| ------------------ | ---------- |
| Mondiaux 2021 Idre | 4e         |

### Coupe du monde
- 8 podiums

| Saison/Classement | Général | Général | Skicross | Skicross |
| Saison/Classement | Class.  | Points  | Class.   | Points   |
| ----------------- | ------- | ------- | -------- | -------- |
| 2015-2016         | 156e    | 2,58    | 32e      | 31,00    |
| 2016-2017         | 189e    | 1,38    | 31e      | 18,00    |
| 2017-2018         | 126e    | 8,50    | 24e      | 85,00    |
| 2018-2019         | 116e    | 6,73    | 23e      | 74,00    |
| 2019-2020         | 95e     | 13,36   | 19e      | 147,00   |

| Saison    | Lieu        | Date             | Place |
| --------- | ----------- | ---------------- | ----- |
| 2020-2021 | Arosa       | 16 décembre 2020 | 3e    |
| 2020-2021 | Idre        | 20 janvier 2021  | 3e    |
| 2022-2023 | Val Thorens | 8 décembre 2022  | 3e    |
| 2023-2024 | Alleghe     | 3 février 2024   | 3e    |
| 2023-2024 | Bakouriani  | 11 février 2024  | 3e    |
| 2023-2024 | Reiteralm   | 25 février 2024  | 3e    |

### Coupe d’Europe
- 7 podiums dont 1 victoire

| Saison    | Class. | Points |
| --------- | ------ | ------ |
| 2015-2016 | 3e     | 501,00 |
| 2016-2017 | 3e     | 579,00 |
| 2017-2018 | 53e    | 11,00  |
| 2018-2019 | 27e    | 126,00 |
| 2019-2020 | 13e    | 150,00 |
| 2020-2021 | 38e    | 26,00  |

| Saison    | Lieu          | Date             | Place |
| --------- | ------------- | ---------------- | ----- |
| 2015-2016 | Val Thorens   | 18 décembre 2015 | 3e    |
| 2015-2016 | Grasgehren    | 27 février 2016  | 2e    |
| 2015-2016 | Grasgehren    | 28 février 2016  | 2e    |
| 2015-2016 | Idre          | 14 avril 2016    | 3e    |
| 2016-2017 | Ebingen       | 18 février 2017  | 3e    |
| 2016-2017 | Mora          | 18 mars 2017     | 2e    |
| 2019-2020 | Crans-Montana | 6 mars 2020      | 1re   |

### Championnat national
| Année | Lieu          | Place |
| ----- | ------------- | ----- |
| 2016  | Lenk          | 2e    |
| 2017  | Hoch-Ybrig    | 3e    |
| 2018  | Hoch-Ybrig    | 6e    |
| 2019  | Hoch-Ybrig    | 11e   |
| 2020  | Crans-Montana | 6e    |
| 2021  | Hoch-Ybrig    | 1re   |